# Giovanni Michele Bruto
Giovanni Michele (o Gian Michele) Bruto, latinizzato come Johannes Michael Brutus (Venezia, 1517 – Alba Iulia, 16 maggio 1592), è stato uno scrittore, storiografo e religioso veneziano, diacono nell'Ordine dei canonici regolari.
Storiografo della corte ungherese, si spostava frequentemente, pur rimanendo legato alla terra natale frequentando le comunità italiane all'estero.

## Biografia

### Primi anni
Nacque a Venezia nel 1517 da un'antica famiglia veneziana dell'ordine dei cittadini. Verso il 1540 studiò retorica a Padova con Lazzaro Bonamico. Diacono nell'Ordine dei canonici regolari, lasciò il convento con dispensa della penitenzieria, perché insofferente alle regole monastiche ed entrò in rapporti con Antonio da Capua, arcivescovo di Otranto e nunzio pontificio a Venezia, amico di Juan de Valdés, riformatori ed "eretici". 
Si recò a Genova e a Napoli e, intorno al 1551, viveva presso i benedettini di Maguzzano, frequentando il circolo di umanisti che attorniavano il cardinale Reginald Pole: lì conobbe il vescovo riformato italo-ungherese Andrea Dudith-Sbardellati, con il quale rimase amico fino agli ultimi anni della vita e si avvicinò alla comunità utraquista e taborita dei Fratelli Boemi.
Nel 1555 fuggì da Venezia perché accusato di eresia. Si recò nei Paesi Bassi spagnoli e ad Anversa pubblicò le sue prime opere: De rebus a Carolo V Caesare Romanorum Imperatore gestis, un'orazione all'Imperatore Carlo V e uno scritto sull'educazione delle donne, La institutione di una fanciulla nata nobilmente. 
Nel 1556 entrò al servizio di Paolo Tiepolo, un diplomatico umanista, legato straordinario della Repubblica veneta presso la corte di Madrid. Il soggiorno spagnolo fu problematico per una grave malattia e dall'insolenza arrogante dell'ambiente di corte. Abbandonato il servizio presso il Tiepolo, viaggiò attraverso Francia, Germania e di nuovo Spagna. Alla fine dell'anno visitò Londra in compagnia del genovese Niccolò Pallavicino. Di ritorno dal Regno d'Inghilterra, Bruto passò per Lione ed infine ritornò in Italia, prima a Genova, poi a Massa e quindi a Venezia nel 1558 o 1559. Qui scoprì che l'editore del Papa Paolo Manuzio aveva soppresso i nomi di autori in odore di eresia; fra questi figurava lo stesso Bruto, il cui nome era stato sostituito con un fittizio “Nicola Crotto”.
Nel 1560 si ritirò in solitudine di studio presso Lucca, per lavorare a una raccolta di lettere di uomini illustri e alla edizione della storia di Alfonso I di Napoli e d'Aragona di Bartolomeo Facio. È probabile che in quel periodo sia passato per Firenze, a cercarvi materiale per la sua opera Delle istorie fiorentine. Nel 1562 è a Lione, frequenta gli esuli fiorentini antimedicei, dove pubblica gli otto libri delle storie fiorentine e la cronaca della guerra di Siena contro Firenze nel 1454, opera di Francesco Contarini. 
Da quest'opera traspare il suo sentimento antimediceo, rimproverando altresì al Papa l'alleanza coi francesi in funzione antimperiale del 1527 (Lega di Cognac).
Verso la fine dell'anno 1562 ritornò a Venezia, dove frequentò Donato Giannotti, esiliato da Firenze e, per un anno e mezzo, fece l'istitutore di Francesco Raineri, figlio di mercanti fiorentini residenti a Lione. Il 27 marzo 1565 il Sant'Uffizio di Venezia invitava Bruto e i suoi amici con una citazione successiva, Cesare Boniparte e Costanzio Cato, a comparire entro il termine perentorio di tre giorni davanti al Tribunale; ma Bruto e i suoi amici erano già fuggiti, col risultato che due mesi dopo tutti vennero ufficialmente banditi da Venezia “come heretici contumaci et fuggitivi” e sulla loro testa fu posta una taglia di lire mille. Ritornato a Lione vi rimase fino al 1571, sostentandosi con l'insegnamento e la pubblicazione di classici tradotti (Cesare, Orazio, Cicerone), e a una nuova edizione di Della repubblica dei veneziani del Giannotti.

### In Ungheria e Polonia
Nel 1565 il nobile ungherese Ferenc Forgách, allora Vescovo di Oradea, aveva invitato Giovanni Michele Bruto a collaborare alla stesura di una storia d'Ungheria. Forgách, che allora si trovava a Vienna alla corte di Massimiliano II d'Asburgo, progettava la continuazione del lavoro di Antonio Bonfini, Rerum Ungaricarum decades, che terminava al 1490. Il principe transilvano Stefano Báthory, tramite il suo cancelliere, che si trovava allora a Padova, rinnovò l'invito ad occuparsi di storia ungherese, non trovando per il momento interesse per le proposte. Solo nel 1572, mentre si trovava a Basilea, in fuga dalla Francia, sembrò accettare un nuovo invito di Forgách, che nel frattempo era passato alla parte antiasburgica dei principi di Transilvania e divenuto Cancelliere del Principato di Transilvania. Durante il viaggio si fermò a Vienna, resistendo alle pressioni dell'imperatore Massimiliano II, che intendeva affidargli una storia di Ferdinando I imperatore, e tornò a Lione. Nel giugno 1573 scrisse a Bathori di accettare l'incarico. Nel gennaio 1574 raggiunse Cluj e Alba Iulia, dove venne accolto con onori da Báthory e da Forgách. In Transilvania trascorse un paio d'anni per raccogliere fonti per la sua storia d'Ungheria, con una retribuzione annua di 450 talleri, che venne portata gradualmente a 841 fiorini polacchi. L'opera storiografica concepita da Báthory doveva dimostrare l'infondatezza delle pretese asburgiche sul trono di Transilvania. Nelle sue dichiarazioni polemiche anti asburgiche, riferite dal nunzio apostolico Alberto Bolognetti, Bruto afferma "... non aver avuto... altra intenzione che di non lasciar opprimere la verità dalle bugie del Sambuco, e dimostrar principalmente che il re Giovanni I d'Ungheria era vero Re". Quando, nel 1576, l'ungherese Stefano Báthory fu proclamato Re di Polonia, Bruto si trasferì a Cracovia, dove gli fu assegnato un alloggio al Wawel come storiografo di corte, con l'incarico ora molto più vasto, comprendente anche la Confederazione polacco-lituana. Seguì il re nelle campagne di Prussia e di Moscovia, nell'ambito della Prima guerra del nord. Nel 1578 fu ospite dell'ex vescovo Andrea Dudith a Paskov, in Slesia, ed entrò in vivace scambio di idee con tutto il gruppo degli amici del Dudith, caratterizzato da un atteggiamento di tolleranza religiosa e da interessi scientifici. Nel 1581 si recò per qualche tempo a Breslavia in visita ad Andrea Dudith, che vi si era trasferito, e al medico imperiale Giovanni Crato von Krafftheim. Nella tollerante Cracovia del tempo si trovò in sintonia ed amicizia col medico di corte Niccolò Buccella, anch'egli padovano, e frequentò le riunioni che si tenevano in casa del ricco nobile piemontese Prospero Provana, alle quali interveniva Fausto Sozzini, anche se non ebbe a che fare con l'ambiente degli anabattisti locali, o degli italiani entusiasti e chiliasti di passaggio, in fuga dall'Italia della Controriforma. 
Con la morte di Stefano Bathori il 12 dicembre 1586 gli venne a mancare il suo protettore e ciò lo obbligò a schierarsi a favore dell'arciduca Massimiliano III d'Austria per la successione sul trono di Polonia. Le previsioni politiche sulle quali aveva puntato invece non si realizzarono e nel 1587 divenne re Sigismondo, figlio del re di Svezia, la cui candidatura era stata osteggiata da Bruto. Svolse persino attività diplomatica a favore delle pretese asburgiche perdendo sue amicizie ungheresi e polacche. La sua posizione a corte si fece precaria e si vide costretto a lasciare la Polonia nel 1586, trasferendosi a Bratislava. Si recò poi a Praga dove, grazie alla protezione dell'arciduca Ernesto, alla fine del 1588 venne nominato storiografo ufficiale dall'imperatore Rodolfo II d'Asburgo con un compenso di ben 600 ducati d'oro, grazie anche alla presentazione fattagli dal medico di corte Giovanni Crato von Krafftheim e ai contatti con l'ambasciatore spagnolo Guillem de Santcliment.

### La fine
L'imperatore Rodolfo II nel 1591 era desideroso di vedere i risultati del lungo lavoro di Bruto e gli chiese di far pubblicare la sua "storia d'Ungheria", il cui manoscritto era in possesso di Sigismondo, nipote di Stefano Bathori.
Ciò avrebbe messo in una posizione scomoda Bruto nei confronti dell'imperatore Rodolfo II, in quanto l'opera era critica nei confronti degli Asburgo. Bruto si affrettò quindi a programmare un viaggio a Carlsberg, dove in tranquillità avrebbe potuto revisionare il manoscritto prima della sua pubblicazione, passando per la Transilvania per fermarne il rilascio. Riuscì nell'intento di bloccare l'uscita del manoscritto, ma il viaggio d'inverno e il freddo lo fecero ammalare; morì il 16 maggio 1592, a 75 anni, a Alba Iulia.
Ebbe almeno tre figli da tre donne diverse, nessuna delle quali gli sopravvisse, e numerosi nipoti.

## Posizioni religiose e politiche
Educato al cattolicesimo rigoroso degli agostiniani, le sue frequentazioni iniziali a Venezia e Padova - Antonio da Capua, Juan de Valdés, riformatori ed "eretici", poi frequentando il circolo di umanisti che attorniavano il cardinale Reginald Pole, l'italo-ungherese Andrea Dudith-Sbardellati - lo costrinsero a recarsi ad Anversa e poi a Lione, con l'intermezzo della cattolicissima Spagna e Inghilterra.
Nella sua omelia dedicata all'Imperatore Carlo V evidenzia la precaria autonomia delle città italiane, strette tra la politica francese e le mire espansionistiche del pontefice della famiglia Medici Clemente VII, accusato di aver messo seriamente a repentaglio la libertà della penisola, paragonando le città italiane alla servitù delle città ungheresi oppresse dai Turchi Ottomani. 
Lione era rifugio delle famiglie ex ghibelline, rivali anche dei Guelfi Medici di Toscana, che esprimevano anche il papa del tempo, prima che divenisse anch'essa un luogo pericoloso per i non cattolici in conseguenza delle vittorie del cardinale Richelieu durante il periodo delle guerre di religione francesi. La sua riferita adesione al calvinismo lo costrinse così a fuggire dalla Francia.
Il suo atteggiamento anti-papa non era tanto di natura religiosa, quanto politica, in quanto le trame del Papa, comportandosi da sovrano temporale non erano coerenti con la sua missione di guida spirituale dei popoli e minavano la forza delle città italiane, costringendole a destreggiarsi e schierarsi di volta in volta soprattutto tra Francia e Sacro Romano Impero.
Della famiglia toscana ammira solo Lorenzo de' Medici come il difensore dell'equilibrio italiano, apprezzandone la scelta politica a favore di Alfonso d'Aragona contro papa Innocenzo VIII.
Il suo nuovo luogo sicuro divenne Alba Iulia, nell'anti-asburgico Principato di Transilvania e poi a Cracovia, sia per l'incarico retribuito che per la libertà di pensiero che allora vi era sotto il regno del suo protettore Stefano Báthory. Lì continuò le sue frequentazioni "non cattoliche" con Niccolò Buccella, e frequentò le riunioni che si tenevano in casa del ricco nobile piemontese Prospero Provana, alle quali interveniva Fausto Sozzini. Nonostante si professasse un "sincero cattolico", come da dichiarazione resa al nunzio apostolico in Polonia Giovanni Andrea Caligari, lo stesso scriveva al Papa che Bruto "continuava nella sua opera di conversione degli altri connazionali alle sue eresie".
La sua presa di posizione a favore della candidatura degli Asburgo al trono di Polonia, contrariamente alle previsioni della vigilia, si rivelò perdente e l'ostilità della corte polacca di Sigismondo III lo costrinsero a trasferirsi nelle città controllate dal Sacro Romano Impero degli Asburgo. Subì reiterati tentativi di riconversione al cattolicesimo degli eretici, portati avanti dal nunzio Giovanni Andrea Caligari a Cracovia e dal suo successore, dal 1581, Alberto Bolognetti. Non accettò mai una abiura pubblica, ma nell'aprile del 1585 abiurò nelle mani del nunzio, che nel frattempo aveva ottenuta apposita dispensa.
Abbracciò quindi le tesi politiche della Controriforma cattolica: nei due discorsi in lode di Ernesto d'Austria del 1590, loda gli avi dell'arciduca, Massimiliano e Ferdinando, per aver difeso la tradizione cattolica e la maestà del pontefice, auspicando l'unione dei principi cristiani sotto gli Asburgo e i pontefici per la lotta contro il Turco.

## La institutione di una fanciulla nata nobilmente
Dalla recensione fatta dall'Università di Ferrara:
- La institutione di une fanciulla nata nobilmente è stato il primo libro stampato dalla celebre tipografia di Christophe Plantin di Anversa.[14] Oltre che umanista e storico delle vicende europee Gian Michele Bruto era profondo conoscitore dell'animo giovanile tanto da esercitare il mestiere di pedagogo e precettore.

Si tratta di un'opera pressoché sconosciuta a causa della sua rarità; La Institutione di una fanciulla nata nobilmente è conservata oggi in pochissimi esemplari: attualmente si trovano tre copie ad Anversa, di cui due nel Museo Plantin Moretus ed una alla Biblioteca Comunale; una copia alla Biblioteca Nazionale di Parigi, una alla British Library e una sesta alla Biblioteca Reale di Bruxelles.
In Inghilterra l'operetta pedagogica di Bruto era stata oggetto di un plagio d'autore: Thomas Salter se ne era infatti indebitamente appropriato, traducendo il testo in inglese, eliminandone solamente gli aspetti più marcatamente cattolici e riferibili ad un ambito culturale prettamente italiano.
The Mirrhor of Modestie (1579), l'opera che da sempre è stata attribuita a Salter è una traduzione nella quale lo scrittore inglese ha sostituito i nomi italiani e l'epistola dedicatoria di Bruto a Marietta Cattaneo con una più generica lettera rivolta “to alla Mothers, Matrones, and Maidens of England”.
La recensione effettuata dall'Università di Ferrara a questo proposito: ...legato da profonda amicizia con il mercante genovese Silvestro Cattaneo, Gian Michele Bruto si sentì in dovere nel 1555, quando dimorava ad Anversa ed aveva frequenti contatti con gli italiani che lì esercitavano i loro commerci, di esprimere in un'operetta le sue teorie pedagogiche affinché l'educazione di Marietta, la giovane figlia di Cattaneo (rimasta orfana di madre al momento del parto, una nobildonna della famiglia genovese degli Spinola), si ispirasse a ben definiti canoni di moralità e devozione. Fin dall'epistola dedicatoria, rivolgendosi direttamente alla fanciulla, Bruto sottolinea che alla “bellezza di spirito et a quella generosità” che la natura le aveva elargito, il padre e il pedagogo avrebbero aggiunto la “cura et lo studio”; Marietta sembra essere molto giovane, in un'età “novella”, ma già possiede quei doni che la faranno un giorno primeggiare tra le altre donne quando ella raggiungerà la maturità: in lei vi sono “belle et più rare gratie”, “beltà”, unite alla nobiltà che le deriva dalla nascita in una famiglia ricca ed altolocata. Il termine che ritorna più frequentemente in questa breve epistola è virtù, ovvero quella particolare predisposizione al bene operare, alla purezza e alla castità, che divenne un topos ricorrente nella precettistica relativa all'educazione femminile, in particolare nei trattati pedagogici del XVI secolo, fortemente influenzati dalle opere di Juan Luis Vives e di Erasmo da Rotterdam; infatti La Institutione è principalmente una raccolta di luoghi comuni relativi alla formazione femminile. I contenuti del trattato di Bruto sono simili a quelli di molti altri trattati rinascimentali rivolti all'educazione delle donne...
...l'autore sottolinea che ogni individuo appartiene a due comunità distinte, la sua famiglia e la sua città. Salda è la convinzione che l'istruzione svolga una fondamentale funzione politica, dal momento che essa è in grado, se adeguata ed efficace, di assicurare l'armonia sociale e porre le basi per la stabilità dello stato: la formazione di un buon cittadino inizia con un preciso percorso educativo fin dall'infanzia dal momento che soltanto attraverso una rigida omologazione ai valori condivisi dall'intera società, si raggiunge lo scopo primario che consiste nel bene collettivo...

## Opere
- La institutione di una fanciulla nata nobilmente, Volume 32; Volume 1954 di De gulden passer (Ex Officina Plantiniana: studia in memoriam Christophori Plantini (ca. 1520-1589), traduzione francese di Jean Beller, Editore Antwerpsche Bibliophielen, 204 pagine,
- Delle istorie fiorentine, versione latino e italiano di Stanislao Gatteschi, ed. Vincenzo Batelli e figli, 1838 Firenze - 508 pagine (leggi on line)
- Epistolae clarorum virorum. Lugduni, 1561.
- Florentinae historiae. U. ott, 1562.
- De historiae laudibus. Cracoviae, 1578.
- Praeceptorum conjugalium liber unus. U. ott, 1578.
- Oratio de Ernesti, Archid. Austriae laudibus. Frankofurtum 1590.
- Opera varia selecta. Berolini (Berlino), 1697.
- Brutus János Mihály storico reale ungherese. Magyar Historiája 1490–1552, a m. k. manoscritto originale in latino, biblioteca universitaria, l'autore racconta la sua vita, Toldy Ferencz. I. II: volume. Budapest, 1863–67. III. volume, edizioni Nagy Iván. U. ottobre, 1877. (dipartimento Monum. Hung. Hist. II. XII., XIII., XIV. volumi. Ism. Bud. trimestrale Uj Foly. V. XI. 1866. 1868. (rivista) Századok (Secoli), 1877.)